# Erysiphe lonicerae
Erysiphe lonicerae DC. – gatunek  grzybów należący do rodziny mączniakowatych (Erysiphaceae). Pasożyt różnych gatunków wiciokrzewów (Lonicera) oraz bzu czarnego (Sambucus nigra). Wywołuje u nich chorobę zwaną mączniakiem prawdziwym.

## Systematyka i nazewnictwo
Pozycja w klasyfikacji według Index Fungorum: Erysiphe, Erysiphaceae, Helotiales, Leotiomycetidae, Leotiomycetes, Pezizomycotina, Ascomycota, Fungi.
Synonimy:
- Erysiphe lonicerae var. ehrenbergii (Lév.) U. Braun & S. Takam. 2000
- Erysiphe penicillata f. lonicerae (DC.) Fr. 1829
- Microsphaera alni var. lonicerae (DC.) E.S. Salmon 1900
- Microsphaera ehrenbergii Lév. 1851
- Microsphaera lonicerae (DC.) G. Winter 1884
- Microsphaera lonicerae var. ehrenbergii (Lév.) U. Braun 1982
- Microsphaera lonicerae (DC.) G. Winter 1884  var. lonicerae
- Microsphaera penicillata var. lonicerae (DC.) W.B. Cooke 1952

Holotyp: na Lonicera caprifolium, Francja.

## Morfologia
Objawy porażenia roślinyNa liściach, głównie na ich górnej stronie pojawia się biały, mączysty nalot. Początkowo jest delikatny, pajęczynowaty, z czasem rozrasta się, staje się także grubszy, wojłokowaty. Przez lupę można wówczas w nim dostrzec czarne, kropkowate klejstotecja.
Cechy mikroskopoweKonidiofory cylindryczne, nierozgałęzione, o długości 50–130  μm, złożone z 3-4 komórek. Komórka w podstawie konidioforu nieco zgięta, pozostałe proste. Komórka konidiotwórcza o wymiarach  27–40 ×  15–21 μm. Konidia powstają pojedynczo i w stanie dojrzałym mają wymiary ok. 25–35 x 11–15 μm. Kuliste klejstotecja o średnicy 100–140 μm występują w rozproszeniu lub w skupiskach. Mają ściany zbudowane z nieregularnie wielokątnych, lub zaokrąglonych  komórek o wymiarach 25–35 × 11–15 μm. Przyczepki w liczbie 6–12 w każdym klejstotecjum. Mają długość 1-3 razy większą od jego średnicy, są giętkie, hialinowe (zabarwione tylko u podstawy), bezprzegrodowe, lub z 1-3 przegrodami, gładkie lub szorstkie, o średnicy  6–9 μm, o wierzchołkach prostych lub zagiętych. Na wierzchołku luźno 3–5 razy się rozgałęziają. W klejstotecjum jest 2-8 worków o wymiarach 40–55 × 25–45 (–50) μm. W każdym worku powstaje 3–6, przeważnie 4–5 elipsoidalnych askospor o wymiarach 15–25 × 8–15 μm.

## Występowanie
Znane jest występowanie E. lonicera głównie w Europie. Poza nią notowany jest w Ameryce Północnej (USA), Japonii i na Nowej Zelandii. W piśmiennictwie naukowym na terenie Polski do 2003 r. dla synonimu Microsphaera lonicerae podano kilka stanowisk na wiciokrzewie tatarskim (Lonicera tatarica), w. przewiercieniu (Lonicera caprifolium), w. pomorskim (Lonicera periclymenum) i w. pospolitym (Lonicera xylosteum).

## Gatunki podobne
W 1960 r. na w Pakistanie opisano nowy gatunek mączniaka – Erysiphe sambuci S. Ahmad. Jak dotąd jednak w Polsce nie potwierdzono jego występowania.